# Далеко небо
Далеко небо је југословенски филм снимљен 1982. године